# Concerto per violino e orchestra n. 4 (Mozart)
La composizione del concerto per violino e orchestra n. 4 K 218 fu terminata da W. A. Mozart nell'ottobre 1775. Costituisce il quarto di cinque concerti per lo stesso strumento (K 207, K 211, K 216, K 219), attribuibili con certezza al compositore.
Il concerto si rifà alla scuola italiana (Boccherini, Vivaldi, Tartini, Corelli, Geminiani, Nardini) a cui il compositore aggiunge il suo inconfondibile estro melodico. In particolare si pensa che Mozart si sia ispirato a un Concerto di Boccherini, scritto nella stessa tonalità e presumibilmente del 1768, che avrebbe apprezzato moltissimo dopo averlo ascoltato in Italia.
I tratti più personali di questa sua capacità melodica sono presenti nell'Andante cantabile. Il Rondò conclusivo, ricco di cambiamenti di ritmo e tempo, è un movimento dagli interessanti effetti umoristici.